# Mainzer Rosenmontagszug
Der Mainzer Rosenmontagszug ist ein jedes Jahr am Rosenmontag stattfindender Fastnachtsumzug in Mainz. Seit dem ersten Rosenmontagszug 1838 fand er 114-mal (Stand 2015) statt und gilt als der Höhepunkt der Mainzer Fastnacht. Mit rund 9.500 aktiven Teilnehmern und über 500.000 Zuschauern ist der Mainzer Rosenmontagszug zusammen mit dem Kölner und dem Düsseldorfer Rosenmontagszug einer der drei großen Rosenmontagsumzüge in Deutschland.

## Geschichte

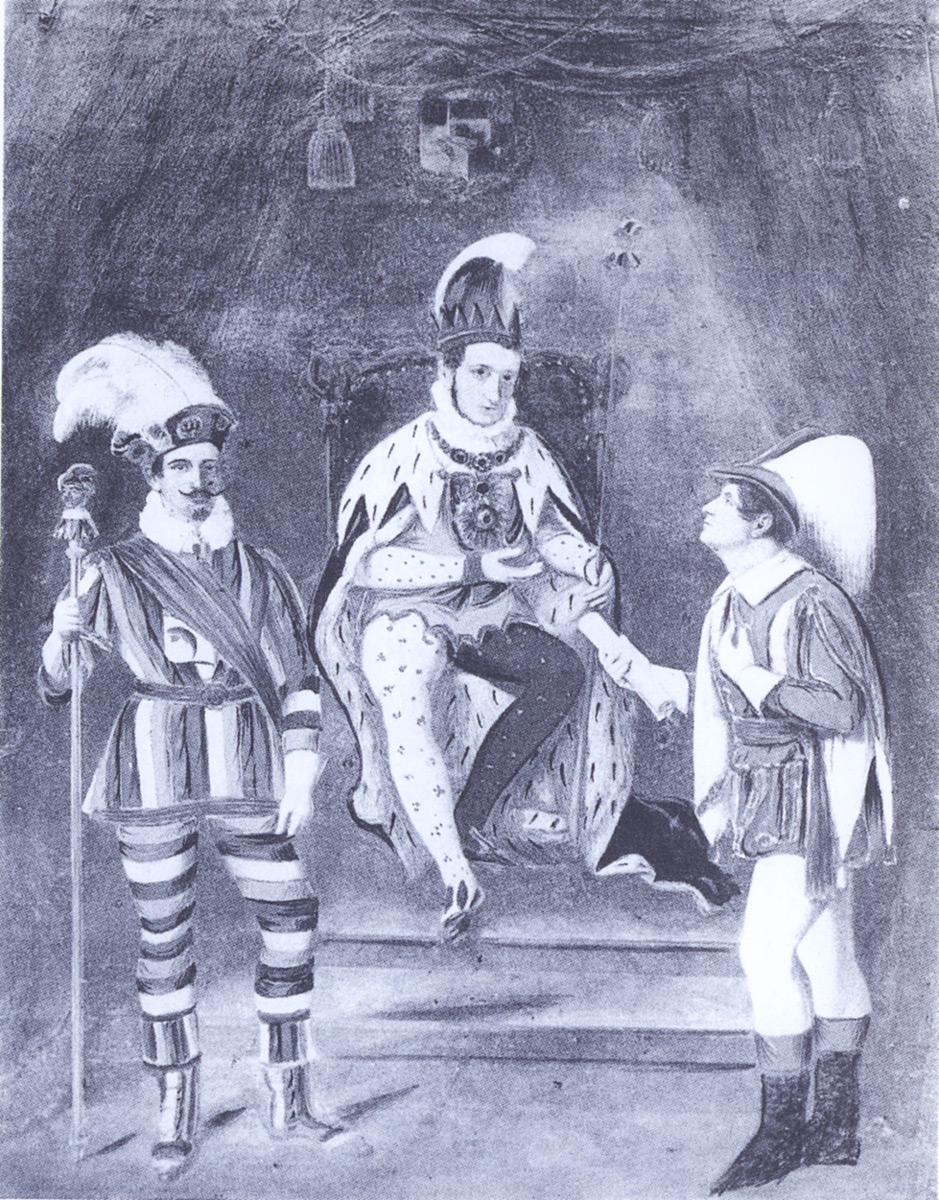
Prinz Carneval und Gefolge. MCV-Aktive (links Carl Michael, der Gründungspräsident) im Gründungsjahr 1838

Der Mainzer Rosenmontagszug hat mittlerweile eine über 170-jährige Geschichte. Die Anfänge gehen dabei bis in die Biedermeierzeit zurück. Mainz war als Bundesfestung zu diesem Zeitpunkt wechselweise von preußischen und österreichischen Truppen besetzt und die vor allem in Köln und Düsseldorf vollzogene Neuorganisation der Fastnacht begann sich auch in Mainz auszuwirken. Kriegsbedingte Unterbrechungen des Rosenmontagszuges gab es vor allem im 20. Jahrhundert durch die beiden Weltkriege.

### Der Krähwinkler Landsturm – Vorläufer des Rosenmontagszuges
Bereits 1837 organisierte der Mainzer Handwerker Nikolaus Krieger erstmals einen so genannten Krähwinkler Landsturm, den ersten Fastnachtsumzug in Mainz. Literarische Vorlage für diese im ersten Drittel des 19. Jahrhunderts in Mode kommenden Veranstaltungen (so beispielsweise 1822 in Basel, 1831 in Speyer) war das Stück Die deutschen Kleinstädter des Dramatikers August von Kotzebue. Krähwinkel, eine dort beschriebene Kleinstadt, war zu damaliger Zeit der Inbegriff für Dummheit und Borniertheit. Der Krähwinkler Landsturm parodierte diese Eigenschaften ebenso wie das Spießertum der Biedermeierzeit und das Militär mit seinen Uniformen und seinem militärischen Drill. Er gilt heute allgemein als Geburtsstunde sowohl der organisierten Mainzer Fastnacht wie auch als direkter Vorläufer des im folgenden Jahr erstmals stattfindenden Rosenmontagszuges.
Der Krähwinkler Landsturm wies bereits typische Merkmale der Mainzer Straßenfastnacht auf. So beispielsweise eine 15-köpfige närrische und uniformierte Bürgerwehr mit einem „Fähnrich Rummelbuff“ an der Spitze oder der im Mittelpunkt stehende „Held Carneval“ (in späteren Jahren nur noch als „Prinz Carneval“ tituliert). Bei der Mainzer Bevölkerung war der Zug ein großer Erfolg. Mehrere hundert Teilnehmer, zwei Motivwagen und nicht zuletzt die närrische Garde in ihren Uniformen sorgten für Aufsehen. Dank den Vollführern dieses schönen Zuges. Mehr hat man wohl nie gelacht, als über diese herrliche Composition der Laune und über die gelungene Durchführung derselben… wird von zeitgenössischen Chroniken vermerkt. Somit war der Grundstein für den 1838 erstmals stattfindenden Rosenmontagszug gelegt.

### 1838 – Das Geburtsjahr des Mainzer Rosenmontagszuges

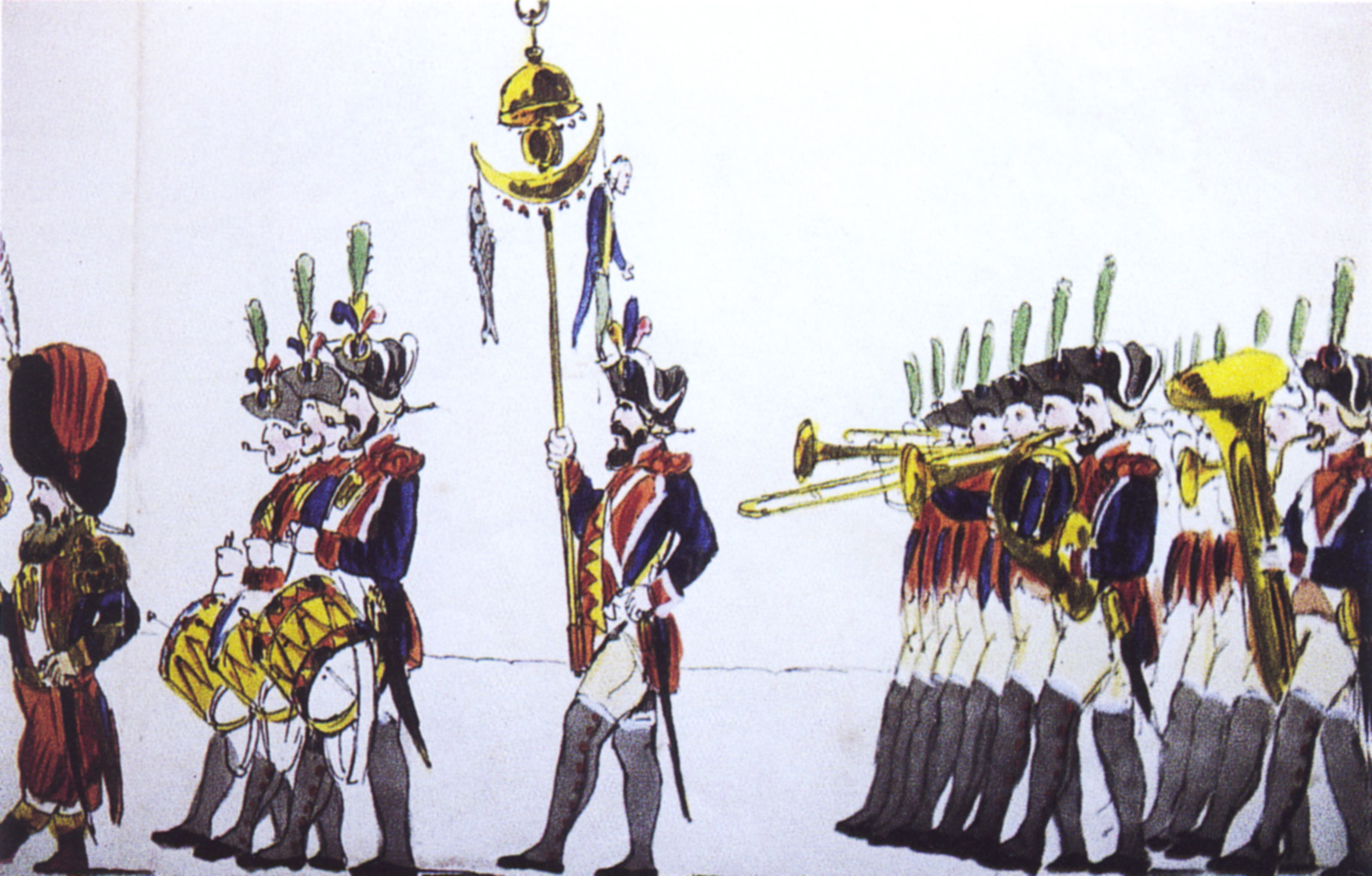
Die Mainzer Ranzengarde auf einem Leporello aus dem Jahr 1857

Nach dem großen Erfolg 1837 organisierten engagierte Bürger um den Mainzer Großkaufmann, Stadtrats- und Landtagsmitglied Johann Maria Kertell, und den neu gegründeten Mainzer Carneval-Verein einen am Fastnachtsmontag (26. Februar 1838) stattfindenden Maskenzug. Zuerst kam es jedoch zu einer Reihe von wichtigen und zukunftsweisenden Aktionen in der noch neuen Mainzer Fastnacht. Am 19. Januar 1838 wurden von einem Komitee Mainzer Bürger Statuten für einen Carnevalsverein niedergeschrieben. Der großherzoglich-hessische Provinzialkommissar von Lichtenberg wurde zeitgleich um die Genehmigung der Statuten und somit um Anerkennung gebeten; über 100 Antragsteller unterschrieben diesen Antrag. Eines der prinzipiellen Ziele des neuen Vereins wurde in der Antragsschrift so formuliert: … auf Carneval in besserer Ordnung und edlerm Geschmack wie bisher in dieser Stadt geschehen, dem Gott Jocus zu huldigen … Bereits am 22. Januar wurde die Genehmigung erteilt, was auf vorherige Absprachen zwischen den Antragstellern und den Behörden schließen lässt. Der Mainzer Carneval-Verein (MCV) war geboren. Am 25. Januar fand die erste Generalversammlung statt, weitere Sitzungen folgten. Am 9. Februar beantragte der Präsident Carl Georg Michel die Genehmigung eines Fastnachtsmontagszuges, die die Behörden prompt erteilten.
Zwei Mainzer Chaisenfabrikanten, die Stadtverwaltung und auch die Militärbehörde stellten 100 Kutschen zur Verfügung. Aus der närrischen Bürgerwehr des Vorjahres war mittlerweile die Mainzer Ranzengarde mit 37 Mitgliedern und ihrem General Johann Maria Kertell entstanden, die nun in kurfürstlichen Uniformen aus der Zeit des Kurfürsten Friedrich Karl Joseph von Erthal auftrat. Sie und die „Zwergen-Compagnie“, die aus kostümierten Kindern bestand, sorgten für die „militärische“ Eskortierung des Zuges und galten als Leibgarde des Helden Carneval.
Herolde des Prinzen zu Pferd bildeten noch vor der Ranzengarde die Spitze des Zuges. Ihnen folgten die Fahnenträger und die Ranzengarde in ihren neuen Uniformen, viele davon mit ausgestopften Bäuchen und langen Zöpfen. Held Carneval residierte mit seinem Hofstaat auf den mitfahrenden Kutschen. Der Zug nahm seinen Weg von der Reitbahn über den Schlossplatz und die Große Bleiche zum Markt. Dort fand der Höhepunkt des Zuggeschehens statt: Held Carneval wurde feierlich inthronisiert und zum König gekrönt und nahm die Huldigung der Mainzer Bürgerschaft entgegen. Erstmals fand auch eine Fahnenweihe und eine Rekrutenvereidigung bei der Ranzengarde statt, bis heute typische Elemente der Mainzer Straßenfastnacht. Beendet wurde diese erste richtige Mainzer Fastnachtskampagne mit einer Kappenfahrt in die Neue Anlage.

### Die folgenden Jahrzehnte bis 1933

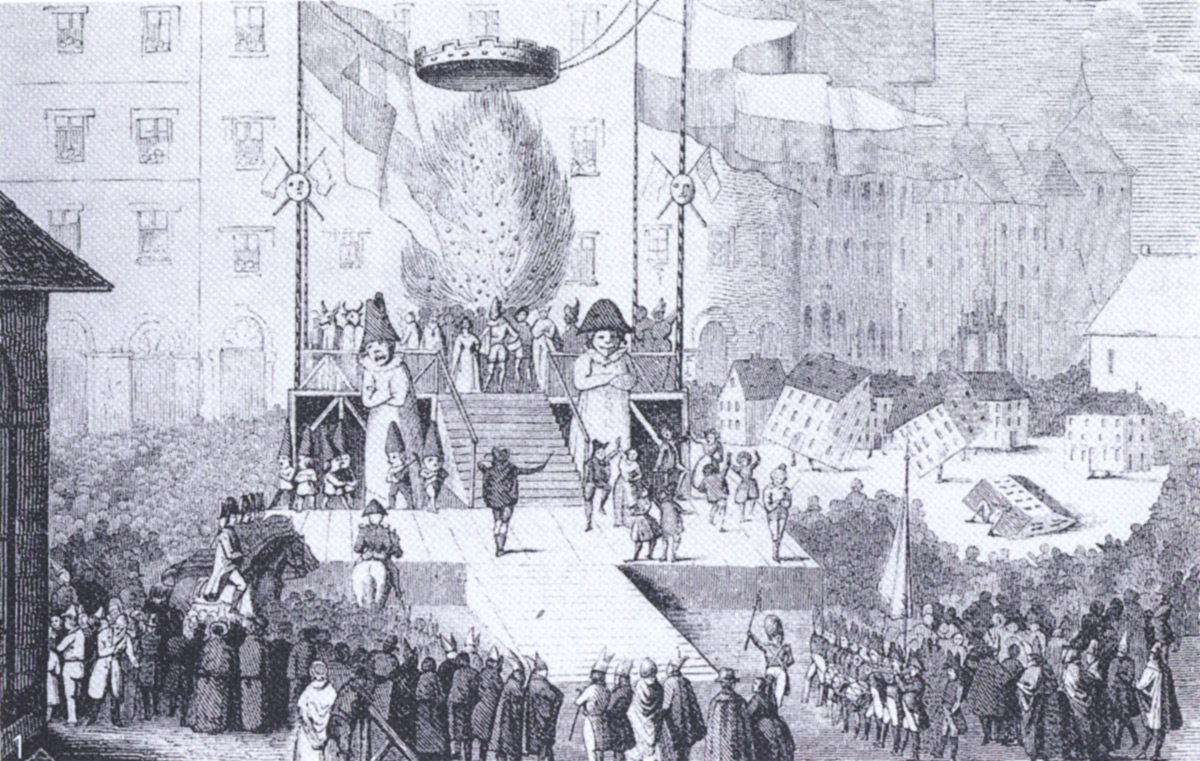
Bühneninszenierung nach dem Rosenmontagszug 1845

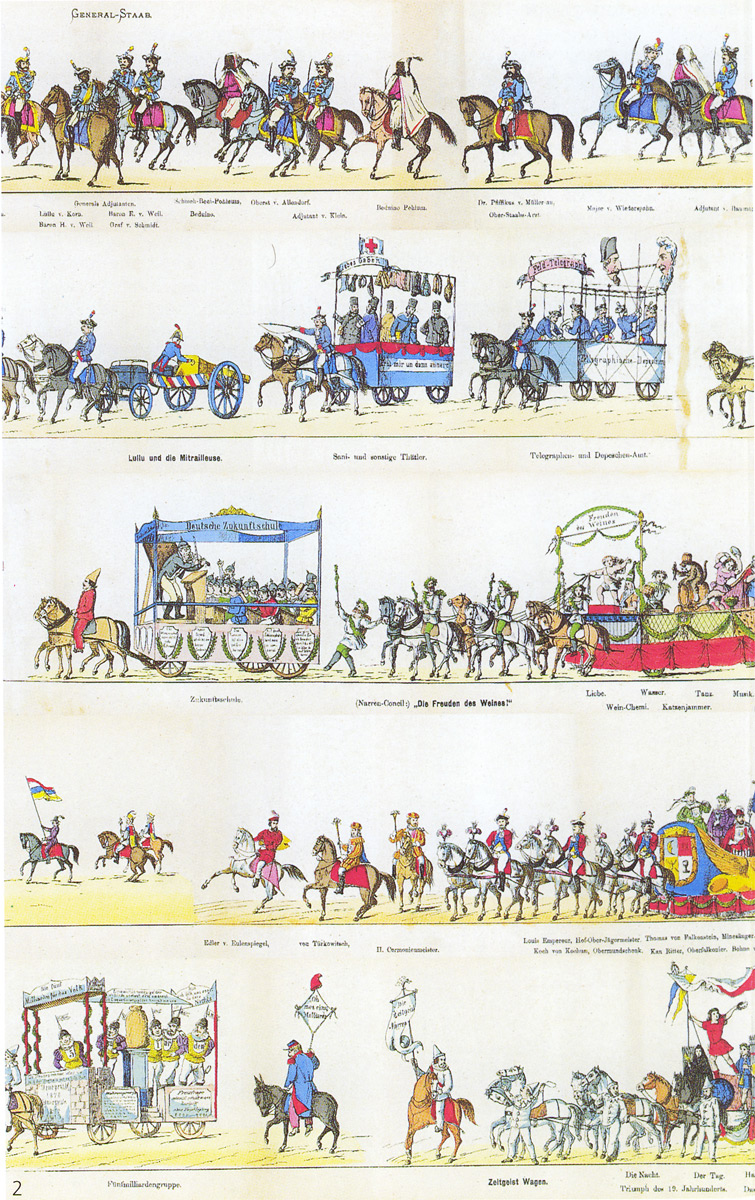
Darstellung des 18. Rosenmontagszug 1873

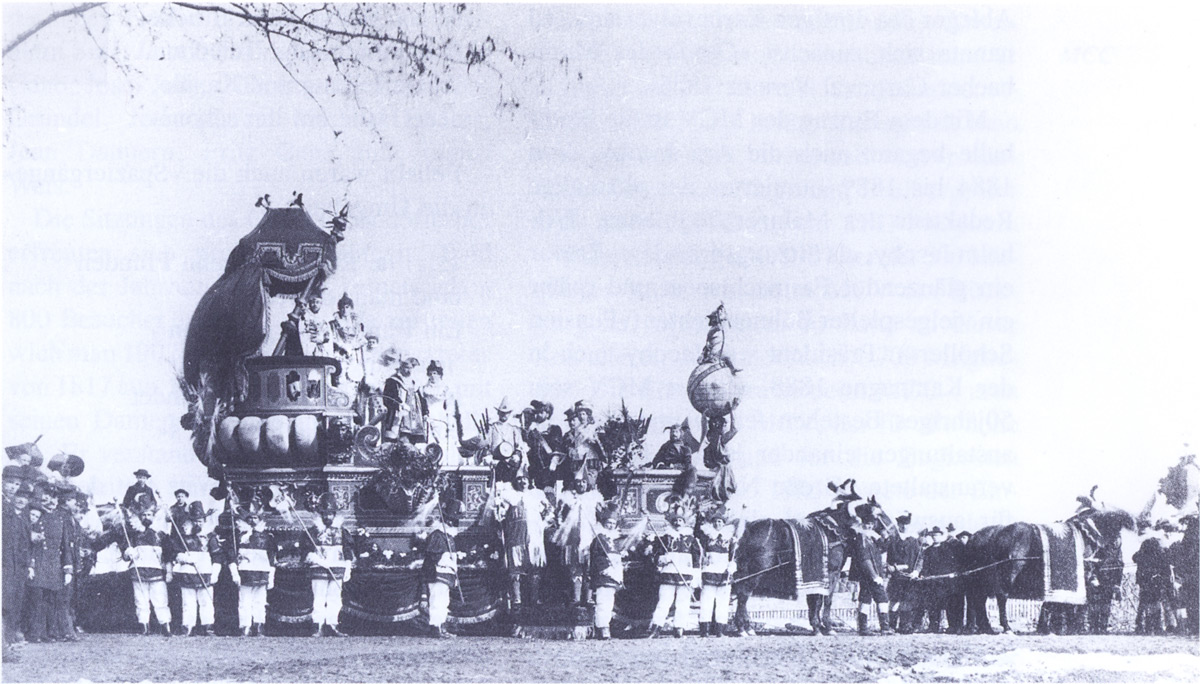
Der Prinzenwagen des Rosenmontagszuges 1886

Die auf den ersten Rosenmontagszug 1838 folgenden nächsten beiden Rosenmontagszüge 1839 und 1840 waren noch thematisch miteinander verbunden. Wurde 1838 Held Carneval inthronisiert, war das Thema des Zuges im Jahr 1839 seine Hochzeit, im darauffolgenden Jahr wurde die Geburt des gemeinsamen Sohnes „Hanswurst“ zelebriert. Spätestens ab 1842 spiegelten sich allerdings in den Rosenmontagszügen eher aktuelle Themen der politisch unruhigen Vormärzzeit wider. Die gesamte, noch junge Mainzer Fastnacht wurde politischer: War das Verhältnis der im Mainzer Carneval-Verein organisierten Aktiven zu den Behörden bislang ausgesprochen gut, standen nun neue, politisch aktive Fastnachter wie Ludwig Kalisch, Franz Heinrich Zitz (er war ab 1843 Präsident des MCV) oder Eduard Reis in der Öffentlichkeit, die auch für die Entstehung der politisch-literarischen Mainzer Fastnacht verantwortlich waren.
So geriet der Mainzer Rosenmontagszug 1845 erstmals in das Visier der Behörden im fernen Darmstadt. Der Innenminister des Großherzogtums Hessen-Darmstadt sah sich veranlasst, dem Zug … mehr amtliche Tätigkeit und Wachsamkeit zu widmen. 1846 kam es im Rahmen des Rosenmontagszuges zur symbolischen Verbrennung der Zensur auf dem Mainzer Markt. Trotzdem war das Verhältnis des den Zug organisierenden MCV zu den Mainzer Lokalbehörden auch in diesen Zeiten nach wie vor gut. Der Provinzialkommissar von Lichtenberg sowie der amtierende Mainzer Bürgermeister Nikolaus Nack konnten immer wieder durch ihr Engagement und kluges Taktieren gegenüber dem Großherzoglich-Darmstädtischen Hof ein Verbot des MCV und damit auch des Rosenmontagszuges verhindern. Doch die allgemeinen politischen Verhältnisse 1848/49 und in den anschließenden Jahren in Südwestdeutschland sorgten für eine vorübergehende Zwangspause der Mainzer Fastnacht und des Rosenmontagszuges. Es wurden in diesen Jahren nur wenige Sitzungen durchgeführt, alle Rosenmontagszüge fielen bis 1855 vollständig aus.
1856 kam es zu einer Neubelebung der Mainzer Fastnacht und konsequenterweise des Mainzer Rosenmontagszuges. Ohne zentrales Thema, sich wieder auf die erfolgreichen frühen Jahre rückbesinnend, wurde der Mainzer Rosenmontagszug wieder reaktiviert. Mit dabei war erstmals die in diesem Jahr gegründete Mainzer Klepper-Garde als zweite Garde der Straßenfastnacht. 1863 sollte der Rosenmontagszug zum 25. Jubiläum der organisierten Mainzer Fastnacht besonders prachtvoll ausfallen. Wegen als beleidigend empfundenen Äußerungen im Rahmen von Fastnachtsvorträgen zog der preußische Garnisonskommandant allerdings kurzfristig alle Musikkapellen und Pferde vom Zug ab, sodass dieser auszufallen drohte. In dieser Notlage half der Großherzog von Hessen-Darmstadt mit Musikkapellen und auch Pferden aus und der Rosenmontagszug konnte doch noch stattfinden. Allerdings führten der drohende Deutsch-Dänische Krieg 1864 zum Ausfall des Zuges und sowohl die folgenden politischen Ereignisse wie der Preußisch-Österreichischen Krieg als auch ein allgemeiner Geldmangel bei den Mainzer Fastnachtsvereinen zu einer längeren Zugpause bis 1884.
Auch diese längere Zwangspause überstand der Mainzer Rosenmontagszug. Beginnend mit dem Jahr 1884 erlebte die Mainzer Fastnacht mitsamt dem Rosenmontagszug einen neuen Boom. Durch den Bau der neuen Stadthalle im gleichen Jahr (sie galt zu dieser Zeit als die größte Festhalle in Deutschland) und ihre Nutzung erlebte die Saalfastnacht einen Aufschwung sowohl im gesellschaftlichen Bereich wie auch bei den Besucherzahlen. Die Zugwagen wurden seit dieser Zeit immer größer und aufwendiger und von Architekten und Bildhauern geplante Aufbauten erreichten eine Höhe von bis zu 6 m. 1888 wurde zum 50-jährigen Bestehen des MCV wieder eine Jubiläumskampagne durchgeführt. Für eine deutliche Professionalisierung der Durchführung des Rosenmontagszuges sorgte in diesem Jahr eine eigene Zugkommission. Die gestiegene gesellschaftliche Akzeptanz des Zuges und der Mainzer Fastnacht zeigte sich durch die Teilnahme von Mitgliedern der Großherzoglichen Familie. Diese schauten sich von dem Balkon ihrer Residenz in Mainz, dem Deutschhaus, aus den Zug an. Der nächste Jubiläumszug 1913 (diesmal feierte der MCV 75-jähriges Bestehen) war der bis dahin größte Zug mit dem längsten Zugweg. Es wird von 100.000 Besuchern berichtet, unter denen 40.000 Fremde und davon wiederum 18.000 Wiesbadener gezählt wurden. Diesmal wohnten sogar der Großherzog Ernst Ludwig, Großherzogin Eleonore und ein 25-köpfiges Gefolge vom Balkon des Erthaler Hofes aus als Zuschauer dem Zug bei. Der Rosenmontagszug 1913 war auch Inspiration und Kulisse für Carl Zuckmayers berühmtes Werk Die Fastnachtsbeichte, eine Kriminalgeschichte, die während der Mainzer Fastnacht spielt.

„Der Zug entrollte sich mit einer gewissen gravitätischen Schwere und Langsamkeit, die nicht nur vom Tempo der breitarschigen Percherons bestimmt wurde. Es war kein Zweifel, daß er bei aller Lustigkeit und Narretei, sich selbst recht ernst und wichtig nahm und auch so genommen wurde. Da war nichts von Wildheit, Wüstheit, orgiastischer Maßlosigkeit, weder bei den Mitwirkenden noch bei den Beschauern, das Ganze war eine riesige, aber in den Grenzen des kindlichen Vergnügens gehaltene Volksbelustigung, deren Stimmung ohne Bösartigkeit oder Schadenfreude, überhaupt ohne das hämische Element, das populären Schaustellungen leicht anzuhaften pflegt, von harmloser Spottlust, ansteckender Lachbegier und milder Selbstironie getönt war.“

Erneut sorgten die politischen Verhältnisse für eine längere Pause. Der Erste Weltkrieg, die Besetzung des Rheinlandes und auch von Mainz durch französische Truppen ließen den Zug bis 1926 pausieren. 1927 endlich startete der Rosenmontagszug wieder mit großer Resonanz seitens der Bevölkerung. Erstmals warb auch die regionale und interregionale Tourismusbranche für die Mainzer Fastnacht und den Rosenmontagszug.

### Unter der Kontrolle des Nationalsozialismus
Der Rosenmontagszug vom 27. Februar 1933 war noch weitgehend frei von äußerer politischer Beeinflussung. Doch der Reichstagsbrand am Abend desselben Tages änderte nachhaltig die gesamtpolitische Lage in Deutschland. Die gesamte Mainzer Fastnacht wurde ab dem Frühjahr 1933 mit Hilfe der am 31. März und 7. April 1933 in Kraft getretenen Gleichschaltungsgesetze zunehmend unter politische Kontrolle gestellt. Zum Jahresende war dieser Prozess abgeschlossen. Für die Fastnacht in Mainz und damit auch den Rosenmontagszug war nun die NS-Gemeinschaft Kraft durch Freude zuständig. Den Nationalsozialisten war der Mainzer Rosenmontagszug als wirtschaftlicher Faktor wichtig. Mit Bussen und Sonderzügen wurden ab der Mitte der 1930er Jahre aus allen Teilen des Deutschen Reichs Besucher nach Mainz transportiert.
Der Rosenmontagszug 1934 fand unter dem Motto Mir könne wieder lache (Wir können wieder lachen) statt. Motivwagen zeigten den „bösen Nikolaus“, der böse Kinder (gemeint waren Sozialdemokraten und Mitglieder der Zentrumspartei) in ein braunes Tintenfass steckte. Am Zuganfang fuhren große Kehrmaschinen unter dem Motto „Es werd' weiter gesäubert“, eine unverhohlene Drohung der nationalsozialistischen Propaganda. 1935 wurde das hintergründige Motto Alles unner ääner Kapp (Alles unter einer Kappe) gewählt. Spätestens ab diesem Jahr stand der Rosenmontagszug vollständig unter der Kontrolle der Partei. 1936 verwies ein Motivwagen auf das Konzentrationslager Dachau und mahnte die Bevölkerung Die Moral von der Geschicht’: Halt dein Maul und meckre nicht! Ein anderer Motivwagen widmete sich einem antisemitischen Thema und griff die „Mainzer Weinbetrüger-Prozesse“ auf, in denen jüdischen Weinhändlern verschiedene Betrugsdelikte, unter anderem das Panschen von Wein, vorgeworfen wurden. Auf einem Pferdewagen war ein überdimensionales Weinfass mit Davidstern zu sehen, auf dem ein Schild mit der Aufschrift Han mer auch Eintopf gemacht befestigt war. Der erläuternde Text an den Wagenseiten lautete: Fremde Art hat, so betätigt, deutschen Handel schwer geschädigt. An dem einen großvolumigen Fass waren beidseitig je vier Zapfhähne angebracht, die mit den Namen verschiedener deutscher Weinbaugebiete gekennzeichnet waren.
Weitere beliebte, politisch motivierte, Themen der Rosenmontagszüge dieser Zeit waren die ehemaligen deutschen Kolonien, deren Rückforderung thematisiert wurde, oder die Wiederbesetzung von Mainz durch deutsche Truppen, die auf einem Motivwagen gefeiert wurde. Außenpolitisch wurden mehrfach die Person Stalins sowie generell vor allem die Nationen England, Frankreich und Sowjetunion und der Völkerbund als Institution verspottet.
1938 fand mit 300.000 Besuchern der bis dahin größte Rosenmontagszug statt. Der MCV feierte sein 100. Jubiläum und stellte einen Zug mit 190 Programmnummern zusammen. 1939 fand der letzte Rosenmontagszug während der nationalsozialistischen Herrschaft statt. Neben 40 Motivwagen marschierten diesmal auch Musikkapellen der Hitlerjugend sowie Soldaten der Wehrmacht mit.

### Nach dem Zweiten Weltkrieg
Erst 1950 gab es in Mainz wieder einen Neuanfang des Rosenmontagszuges, der sehr erfolgreich war. Den Zug mit über 100 Zugnummern besuchten 300.000 Besucher. Die Finanzierung des Zuges, bis dahin immer problematisch, deckte ein Zuschuss der Stadt Mainz in Höhe von 10.000 DM, vor allem aber der erstmalige Verkauf der Zugplakettcher (Zugplaketten), zufriedenstellend ab. Von den Zugplakettchen wurden in diesem Jahr 100.000 Stück verkauft. Themen des ersten Rosenmontagszuges nach dem Zweiten Weltkrieg waren unter anderem die politische Lage in Berlin und die durch den Zweiten Weltkrieg bedingte Abtrennung der rechtsrheinischen Mainzer Stadtteile.
Die Rosenmontagszüge der Nachkriegszeit fanden fortan kontinuierlich jedes Jahr statt. Die einzigen Ausnahmen gab es 1991, 2016 und 2021. 1991 lag der Termin des Rosenmontagszugs nahe am Ausbruch des Zweiten Golfkrieges; die Veranstalter beschlossen, den Zug deshalb ausfallen zu lassen. 2016 wurde der Zug aufgrund von Sturmwarnungen des Deutschen Wetterdienstes im Februar abgesagt. Einige Motivwagen und Garden nahmen daher am 8. Mai in angepasster Form an dem Festumzug zum 200-jährigen Jubiläum von Rheinhessen teil. Im Jahr 2021 wurde der Zug auf Grund der dynamischen Entwicklung der Corona-Pandemie abgesagt. Ebenfalls fest etabliert war nun das jährlich wechselnde Zugmotto, welches erstmals in den 1920er-Jahren eingeführt wurde. 1963 war wieder ein Jubiläumsjahr des Zugveranstalters: der MCV feierte sein 125-jähriges Bestehen. Beim nächsten Jubiläumszug 1988 (150-jähriges Bestehen des MCV) kam es zum ersten tragischen Unfall im Rahmen der Nachkriegszüge: ein Kind wurde von einem Motivwagen überrollt und tödlich verletzt. Nach diesem Vorfall wurden die Sicherheitsvorschriften für den Rosenmontagszug verschärft. 2001 fand schließlich der 100. Mainzer Rosenmontagszug statt.
Von 1962 bis 2024 gestaltete Dieter Wenger Motivwagen für den Umzug, seit 1987 war er bis zu seinem Ruhestand 2024 der Hauptverantwortliche für diese. 
Mit weit über 500.000 Besuchern ist der Rosenmontagszug einer der drei größten Rosenmontagszüge in Deutschland und Höhepunkt der Mainzer Straßenfastnacht. Nachdem der Umzug coronabedingt in den Jahren 2021 und 2022 ausgefallen war, wurde 2023 mit rund 600.000 Zuschauern der bisher größte Zuspruch zum Rosenmontagsumzug erreicht.

## Die Organisation des Rosenmontagszuges

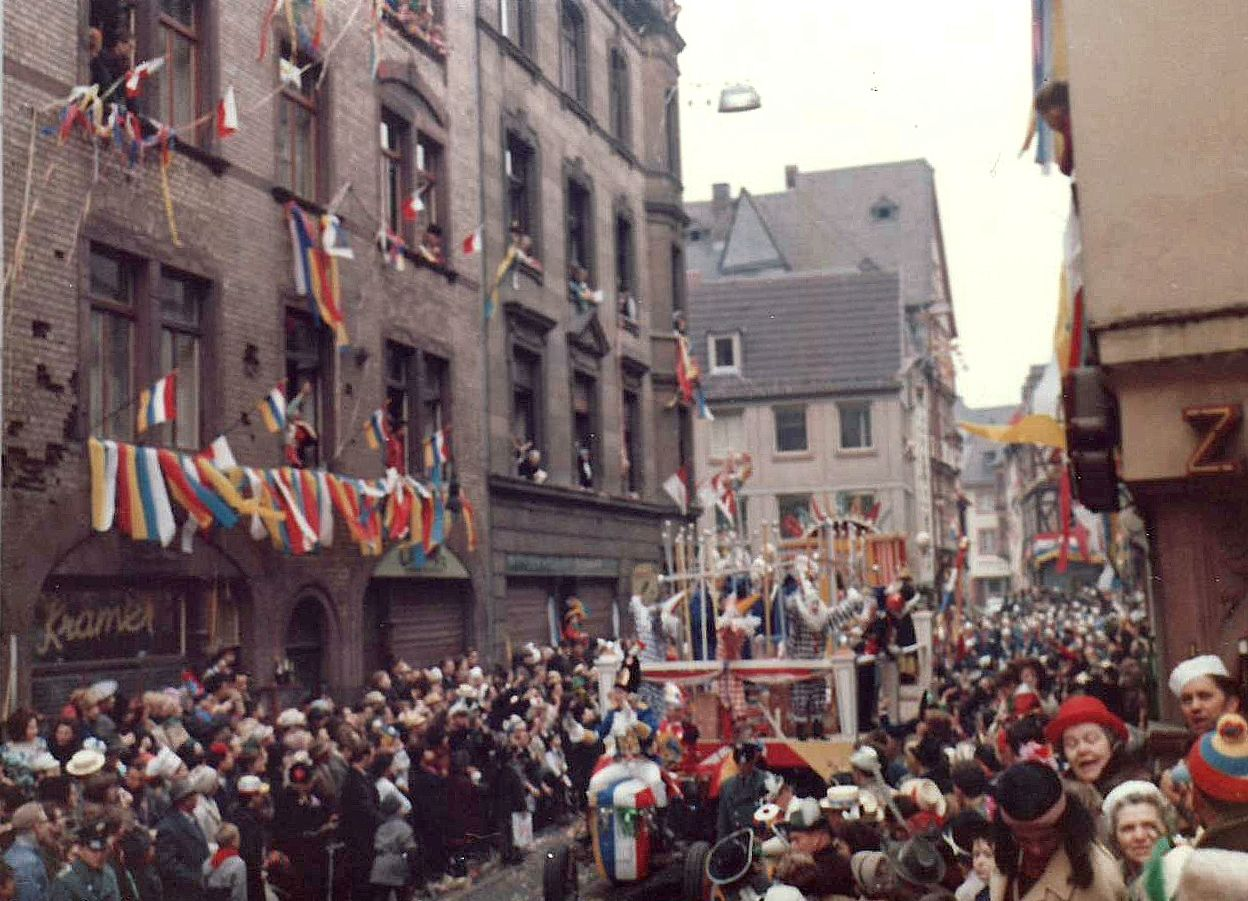
Mainzer Rosenmontagsumzug 1962 in der Augustinerstraße

Seit 1838 ist der Mainzer Carneval-Verein (MCV) ununterbrochen für die Organisation, Finanzierung und Durchführung des Mainzer Rosenmontagszuges verantwortlich. Innerhalb des MCV gibt es ein Organisationskomitee, die Zugleitung. Nach außen hin wird diese von einem amtierenden Zugmarschall, der auch am Zug teilnimmt, ausgeübt.

### Zugleitung, Zugmarschall und Zugdurchführung
Die vorbereitende Arbeit der 26-köpfigen Zugleitung für einen Rosenmontagszug dauert etwa ein halbes Jahr. Die Planungsmitglieder erstellen Termin- und Etatpläne, laden Vereine und Gruppen zur Teilnahme ein, sichten eingegangene Bewerbungen für die Zugteilnahme und schließen Verträge ab. Schon vor dem 1.1., dem traditionellen Beginn der Fastnachtskampagne in Mainz, beginnt die Planung der Motivwagen. Mögliche Motivthemen werden erörtert und schließlich für 15 große Motivwagen festgelegt. Diese werden in einer vereinseigenen Halle im Stadtteil Mombach gebaut. Nach Eingang der Bewerbungen für eine Zugteilnahme legt die Zugleitung die Reihenfolge der einzelnen Zugelemente fest, die Anfang Januar allen Teilnehmern bekannt gegeben wird. Für alle Teilnehmer werden Aufmarschplätze in der Mainzer Neustadt festgelegt, wobei Rettungs- und Feuerwehrwege eingeplant werden müssen.
Teilnehmende Fahrzeuge (Motivwagen, Zugfahrzeuge usw.) werden danach vom TÜV Rheinland geprüft und freigegeben. Die Zugleitung sorgt außerdem für die Einhaltung rechtlicher Vorschriften zum Rosenmontagszug: Haftpflichtversicherung für die MCV-Teilnehmer werden abgeschlossen, Termin- und Einsatzpläne erstellt, musikalische Beiträge werden bei der GEMA gemeldet. Letzte Tätigkeiten der Zugleitung vor dem Rosenmontagszug sind eine große Abschlussbesprechung mit allen an der Organisation Beteiligten einschließlich der Mainzer Polizei und die abschließende Pressekonferenz.
Die Organisation des Rosenmontagszuges und die formale Zugleitung mit einem eigenen Zugleitungswagen übernimmt der Zugmarschall. Von 1994 bis 2010 war dies Ady M. Schmelz. Ihm zur Seite stehen 52 teils motorisierte Zughelfer, die den Zug eskortieren und ordnen. Verantwortliche Zugleiter 2011 und 2012 waren Jürgen Schmidt und Kay-Uwe Schreiber gemeinsam. Von 2013 an, war Kay-Uwe Schreiber alleine Zugmarschall. Seit 2016 ist Markus Perabo Zugmarschall. Unabhängig von den Mitarbeitern des MCV sind bei der Zugdurchführung zusätzlich ca. 1400 weitere Personen in den Rosenmontagszug eingebunden: städtische Mitarbeiter (davon rund 100 Mitarbeiter der Städtischen Entsorgungsbetriebe), Polizeibeamte (über 500 Beamte), Feuerwehrleute sowie Ärzte und Sanitätsdienste (über 500 Personen).

### Wegstrecke
Seit 1838 gab es insgesamt 35 verschiedene Zugwege für den Mainzer Rosenmontagszug. Das letzte Mal musste die Zugstrecke 1995 geändert werden, als die ansteigenden Besucherzahlen die Durchführung des Zuges in Teilen der Altstadt, dort speziell in der Augustinerstraße, aus sicherheitstechnischen Gründen unmöglich machten. Die aktuelle Zugstrecke ist über 7 km lang und führt in 4 Stunden von der Mainzer Neustadt in die Altstadt.
Ausgangspunkt des Mainzer Rosenmontagszuges sind die Straßen rund um die Josefs- und Boppstraße. Hier stellen sich die einzelnen Gruppierungen auf und werden von MCV-Zugordnern eingewiesen. Von der Boppstraße geht der Zug zur Kaiserstraße zuerst in Richtung Hauptbahnhof, um dann kurz davor eine 180°-Wendung zu machen und auf die andere Straßenseite in Richtung Rhein zu gelangen. Er umrundet die Christuskirche und biegt in die Bauhofstraße ein. Von dort führt der Zugweg in die Große Bleiche, die Große Langgasse und über die Ludwigsstraße zum Gutenbergplatz, Theater und Höfchen. Weiter geht der Zug am Mainzer Dom entlang über die Domplätze zur Rheinstraße und biegt dort in südlicher Richtung auf die Rheinstraße ab. Über die Holzhofstraße, Weißliliengasse geht es zurück zur Ludwigsstraße und weiter zum Schillerplatz und an dem Fastnachtsbrunnen entlang. Über die Schillerstraße führt der Zugweg zum Münsterplatz, wo sich der Zug dann auflöst.
Der Rosenmontagszug muss gemäß § 29 StVO von der Straßenverkehrsbehörde der Stadt Mainz genehmigt werden. Es handelt sich demnach um eine Veranstaltung, „für die Straßen mehr als verkehrsüblich in Anspruch genommen werden.“

### Finanzierung und Zugplakette
Die Durchführung des Mainzer Rosenmontagszugs kostet aktuell ca. 360.000 Euro. Für die Aufbringung dieser Summe ist alleine der MCV verantwortlich, frühere Zuschüsse der Stadt Mainz gibt es nicht mehr. Ein Teil dieser Summe wird über Sponsoren und Werbeeinnahmen eingebracht; auch Einnahmen des MCV aus eigenen Fastnachtssitzungen fließen ein.
Um die schon früher oft problematische Finanzierung zu sichern, führte der MCV 1950 zum ersten Rosenmontagszug der Nachkriegszeit Zugplaketten (mainzerisch: Zuchplakettcher) ein. Adam Krautkrämer Mitglied des „Großen Mainzer Carnevalsausschuss“ und der Inhaber der Firma (Blech)-Berg, heute Bericap, nutzte das Werkzeug mit dem zwei Jahre zuvor die Wappenschilde für den ersten Nachkriegskatholikentag in Mainz hergestellt wurden. Das erste Motiv war der Bajazz mit Laterne und Marotte. Heute sind dies kleine Plastikfiguren zum Umhängen mit einem jährlich wechselnden Motiv. Der Verkaufserlös, der in der Kampagne 2007 mit 50.000 verkauften Zugplaketten bei ca. 200.000 Euro (ohne Produktionskosten) lag, fließt vollständig in die Zugfinanzierung ein. Im Januar 2008 wurde die insgesamt dreimillionste Zugplakette seit 1950 verkauft.
Als Motiv für die Figuren dienen, bei entsprechenden Vereinsjubiläen, Vertreter der einzelnen Mainzer Fastnachtsgarden, typische Charaktere der Mainzer Fastnacht wie der Till, der Bajazz mit der Laterne oder die beliebten Mainzer Schwellköpp. Das Motiv 2010 war ein radelnder Narr auf einer „60“, da die Zugplakette zu dieser Zeit 60 Jahre alt wurde.
Über 50 Jahren war der als „Plaketten-Klaus“ in Mainz bekannt gewordene Klaus Eigenbrodt († 2017) mit folgendem Spruch in der Mainzer Altstadtlokalen unterwegs:

„Jedes Jahr die selbe Leier, es Geld is knapp, de Zuch is teier. Drum kaaft Plakettscher, diese schmucke, damit ihr könnt de Zuch ach gucke.“

### Zusammensetzung und Teilnehmer des Zuges
| Anzahl Zugteilnehmer          | 2023   | 2015  | 2013  | 1997  |
| Gesamtzahl Teilnehmer         | 9202   | 9571  | 9714  | 8450  |
| Zugnummern                    | 137    | 158   | k. A. | 208   |
| Garden                        | k. A.  | k. A. | 21    | 25    |
| Vereine                       | k. A.  | k. A. | 49    | 15    |
| Gruppen                       | k. A.  | k. A. | 32    | k. A. |
| Musikgruppen                  | ca. 40 | 87    | 21    | 95    |
| Gesamtanzahl Musiker          | 2012   | 2565  | 2966  | 3100  |
| Fahnen- und Schwellkoppträger | 92     | 71    | 90    | 100   |
| Reiter                        | 51     | 160   | 178   | 200   |
| Wagen                         | 164    | 160   | 155   | 120   |
| davon Motivwagen              | 10     | 13    | 15    | 15    |

Der Mainzer Rosenmontagszug besteht mittlerweile aus fast 9500 aktiven Teilnehmern aus dem In- und Ausland, die sich auf knapp 150 einzelne Zugnummern verteilen. Knapp 3.000 der 10.000 Zugteilnehmer sind als Musiker dabei. Traditionell sind bei dem Zug alle Mainzer Garden vertreten, wobei die Mainzer Ranzengarde als älteste Mainzer Fastnachtsgarde den Zug seit 1838 anführt. Die großen Mainzer Garden setzen sich in der Regel aus Fußtruppen, Kadettenkorps, Reiterkorps, Musik-, Fanfaren- oder Trommlerkorps und begleitenden Fahrzeugen zusammen. Hinzu kommen Fastnachtsgarden und Musikkapellen aus dem näheren Umland und allen Teilen Deutschlands, wobei der geographische Schwerpunkt der beteiligten auswärtigen Zugteilnehmer im süddeutschen Raum liegt. Ein besonderer und seit Längerem integrierter Bestandteil des Rosenmontagszuges sind die Guggenmusik-Gruppen aus dem süddeutschen Raum und aus der Schweiz, die verhältnismäßig zahlreich am Rosenmontagszug teilnehmen. Oft sind diese Gruppen bereits seit Fastnachtssamstag an der Mainzer Straßenfastnacht beteiligt.
Weitere Teilnehmer sind die größeren Mainzer Fastnachtsvereine wie der MCV, der Mainzer Carneval Club (MCC), der Mainzer Narren-Club (MNC), der Karneval Club Kastel (KCK) sowie weitere närrische Vereine, Stammtische und Kleingruppen. Auch der SWR, das ZDF, die Mainzer Bäckerinnung, die Mainzer Metzgerinnung oder der 1. FSV Mainz 05 sind mehr oder weniger regelmäßige Teilnehmer des Rosenmontagszuges. Die Größen der Gruppen kann dabei sehr unterschiedlich sein: Im Jahr 2023 bestand eine Zugnummer aus einer Ein-Mann-Garde, während die größte Gruppe, die Füsilier-Garde Mainz-Gonsenheim, mit rund 600 Gardisten teilnahm. Der Zugmarschall als Organisator des Rosenmontagszuges nimmt mit einem eigenen Wagen teil.
Ein wesentlicher Aspekt des Zuges seit Anbeginn sind die großen, vom MCV gebauten Motivwagen. Diese glossieren sowohl innerstädtische oder regionale wie auch bundes- oder weltpolitische Themen. Mit der Planung und dem Bau der Motivwagen wird bereits im Herbst des jeweiligen Vorjahres angefangen. Alle Motivwagen werden am Fastnachtssonntag in der Innenstadt auf der Ludwigsstraße im Rahmen der Veranstaltung Tanz auf der Lu aufgestellt und der Öffentlichkeit präsentiert. Insgesamt 154 Motivwagen und Wagen der Garden und Korporationen nahmen 2008 teil.
Ebenfalls eine lange Tradition weisen die Fahnen- und Standartenträger auf, die vom MCV organisiert werden. Diese tragen überdimensionierte Fahnen mit den traditionellen Fastnachtsfarben von Mainz: rot-weiß-blau-gelb. Als Standarten werden beispielsweise die typischen Mainzer Fastnachtssymbole Weck, Worscht und Woi vorangetragen. Gleiches gilt für die Mainzer Schwellköppe, die seit Anfang der 1920er-Jahre an verschiedenen Stellen des Zuges mitlaufen. Es handelt sich hierbei um überdimensionierte Köpfe aus Pappmaché, die typische Mainzer Charaktere und Physiognomien persiflieren. Ein eigener Fastnachtsverein ist für die Teilnahme an der Mainzer Straßenfastnacht zuständig.

## Medienpräsenz
Seit seiner ersten Durchführung 1838 erfreut sich der Rosenmontagszug einer überdurchschnittlich hohen Medienpräsenz. Berichteten erst nur lokale Medien, so war der Rosenmontagszug von 1845 in Mainz bereits Gegenstand eines großen bebilderten Berichtes der Leipziger Illustrirten Zeitung. 1910 wurde der Zug erstmals kinematographisch aufgenommen und in städtischen Kinos vorgeführt. Ab den 1920er-Jahren gab es Live-Übertragungen im Rundfunk. Seit 1954 überträgt der Südwestfunk (SWF, heute Südwestrundfunk, SWR) den Zug im Fernsehen. Mitte der 1990er-Jahre entschloss sich auch das ZDF zu einer Live-Übertragung aus Mainz, dem Hauptsitz des ZDF. Der Standort der Kameras beider Fernsehsender ist die Ludwigsstraße. Seit 2007 hat sich das ZDF jedoch aus der Übertragung zurückgezogen.
Besonders die Live-Übertragungen im Fernsehen erreichen ein großes Publikum: so sah im Jahr 2000 jeder dritte Fernsehzuschauer die Live-Übertragung in ARD oder ZDF; das waren 1,41 Millionen Zuschauer im ZDF und 1,72 Millionen in der ARD.

## Weitere Fastnachtsumzüge in Mainz

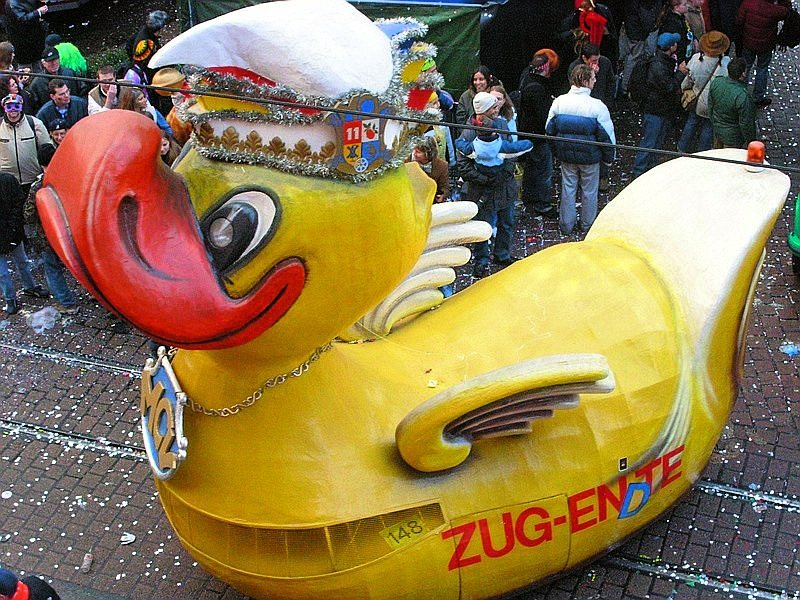
Bildet seit 1990 traditionell das bzw. die Zug-En(d)te.

Neben dem Mainzer Rosenmontagszug gibt es in der Innenstadt und den Stadtteilen weitere kleinere Umzüge. Am 1. Januar des Jahres beginnt die Hauptphase der Fastnachtskampagne mit dem Neujahrsumzug der Garden durch die Mainzer Altstadt und dem Umzug der Garden in Gonsenheim. Am Fastnachtsfreitag folgt ein kleinerer Umzug in Hechtsheim. Am folgenden Samstag findet als zweitgrößter Mainzer Fastnachtsumzug der Mainzer Jugendmaskenzug sowie weitere Fastnachtsumzüge in Gonsenheim und Kastel/Kostheim statt. Sonntags schließen sich der „Finther Zug der Lebensfreude“ mit schätzungsweise 50.000 Zuschauern und ein kleinerer Bretzenheimer Umzug an. Am Fastnachtsdienstag beschließen die Kappenfahrt in der Mainzer Innenstadt, der „Schissmelle-Dienstagszug“ in Mombach sowie ein weiterer Umzug in Drais („Draaser Umzug“) die Mainzer Straßenfastnacht.